# Julio Montero Castillo
Julio César Montero Castillo (født 25. april 1944 i Montevideo, Uruguay) er en uruguayansk tidligere fodboldspiller (forsvarer), far til Paolo Montero.
Montero Castillo spillede gennem sin karriere 44 kampe og scorede ét mål for Uruguays landshold. Han var en del af den landets trup til VM 1970 i Mexico, og til VM 1974 i Vesttyskland. Han spillede alle landets seks kampe ved 1970-turneringen, og én kamp i 1974.
På klubplan spillede Montero Castillo for Liverpool Montevideo og Nacional i hjemlandet, for Independiente i Argentina, samt for spanske Granada.